# Lamia

Lamia (görög betűkkel Λάμια) Bélosz egyiptomi király és Ankhinoé leánya, később kísérteties alvilági istennő, aki a gyermekeket alvás közben öli meg, kiszívva vérüket. Szépséges lány volt, olyannyira szép, hogy maga Zeusz ajándékozta meg szerelmével, azonban a féltékeny Héra dühében valamennyi gyermekét elpusztította és Lamiát szörnyűséges kísértetté változtatta. Szemét ki tudta venni, hogy akkor is ébren legyen amikor alszik és bármivé át tudott változni. Ezen képességeit Zeusztól nyerte, szerelme jutalmául.
|  |

## A mai kultúrában
- A Szexmisszió című 1983-as lengyel vígjátékban a főszereplő Lamia Reno.[1]
- A Csillagporban lehet vele találkozni, Michelle Pfeiffer alakítja Lamiát.[2] Az elveszett ereklyék fosztogatói c. és az Odaát c. sorozatokban is szerepelt egy rész erejéig, egy vérszívó szekta fejeként.[3][4]
- A HBO Max által gyártott A farkas gyermekei című sci-fi sorozatban egy átprogramozott nekromanta android neve, amely a szemét szintén ki tudja venni és emberek alakját is képes felvenni.[5]
- Dan Simmons 1989-ben kiadott könyvsorozatában, a Hyperion Cantosban Lamia Brawne az egyik a főszereplők közül.